# Imperatriz
Imperatriz est une ville de l'État du Maranhão, au Brésil. Sa population était estimée à 247 505 habitants en 2010. La municipalité s'étend sur 1 368 km2. Son altitude moyenne est de 95 mètres.
Imperatriz se place au deuxième rang des villes les plus peuplées de l'État du Maranhão.

## Limites
Ses limites sont :

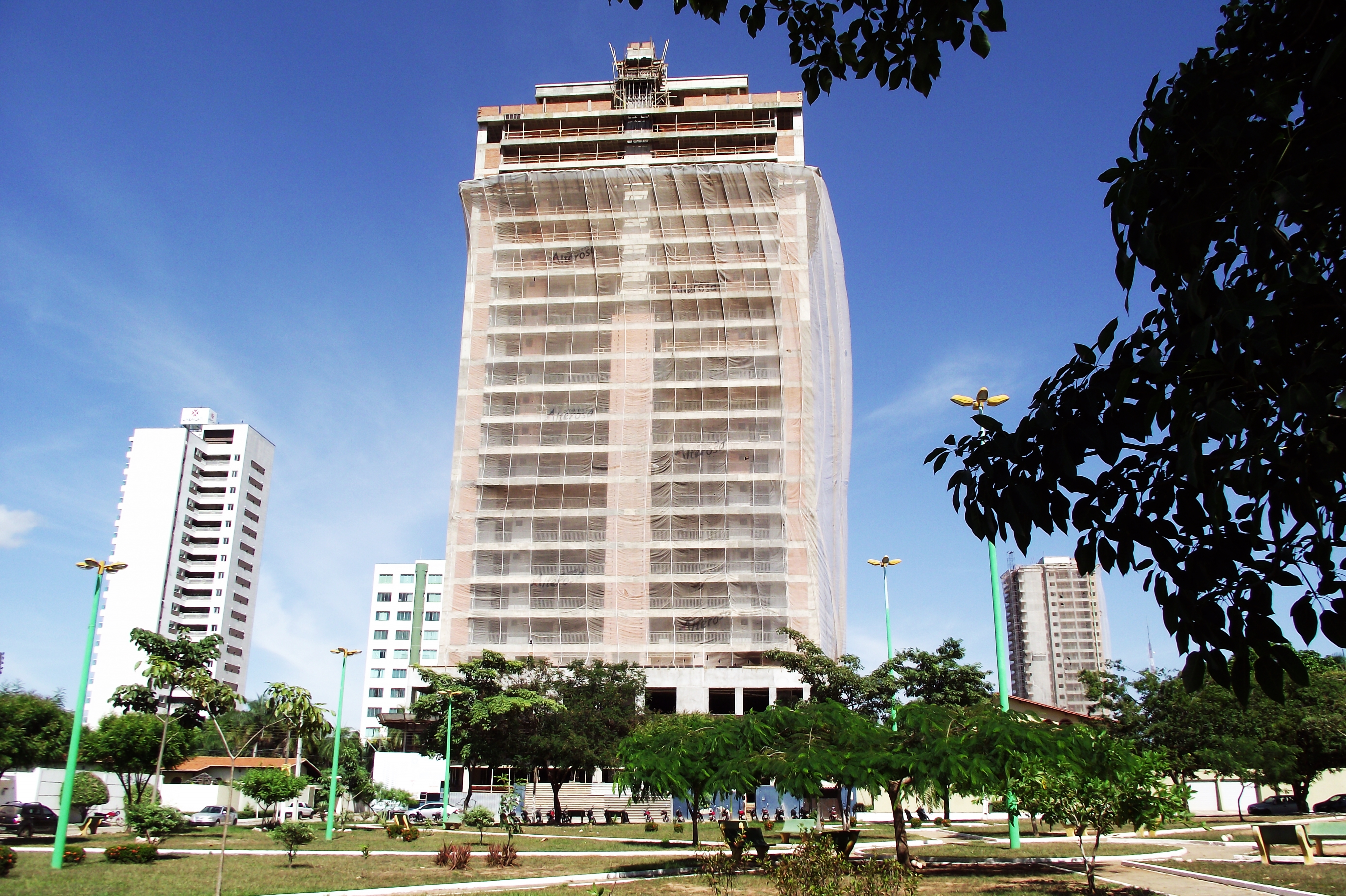
Quartier d'Imperatiz

- Nord :Cidelândia et São Francisco do Brejão - Maranhão
- Sud : Davinópolis, Senador La Rocque et Governador Edison Lobão- Maranhão
- Est: João Lisboa et São Francisco do Brejão - Maranhão
- Ouest : Rio Tocantins - État du Tocantins

## Climat

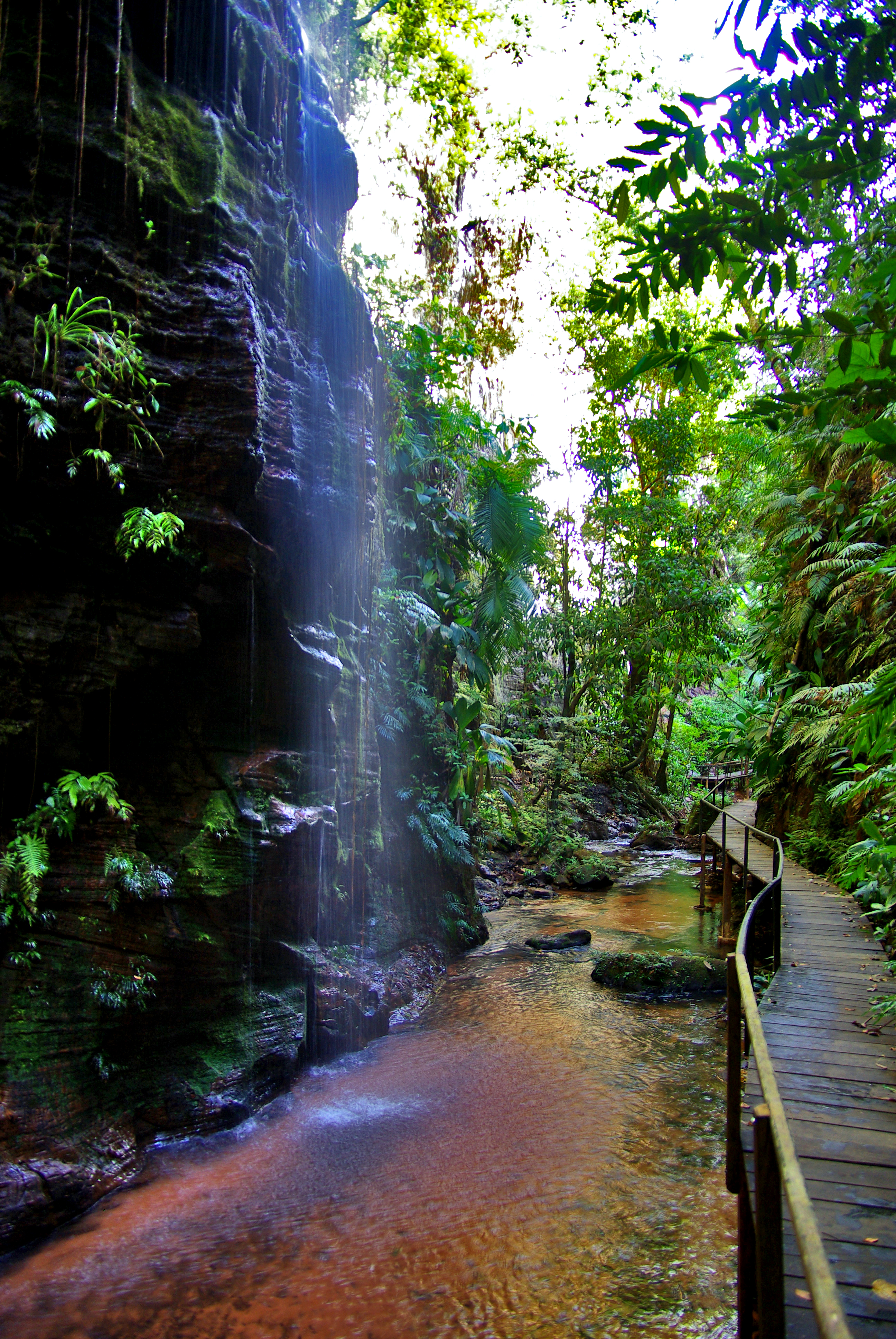
Chute d'eau et passage.

Située dans la zone chaude, Imperatriz a un climat tropical marqué par l'alternance d'une saison des pluies, d'octobre à avril, et d'une saison sèche, de mai à septembre.
La période la plus chaude est comprise entre août et octobre. Les mois les moins chauds sont juin et juillet, mais la température reste à environ 30 °C (et baisse parfois jusqu'à 21 °C durant la nuit). La température moyenne de la commune oscille entre 21 °C et 38 °C.
Le total annuel moyen des précipitations de la commune s'élève à 1 400 mm.

## Hydrographie
Imperatriz est baignée par le rio Tocantins et les rivières Cacau, Bacuri, Santa Tereza, Capivara, Barra Grande, Cinzeiro, Angical, Grotão do Basílio et Saranzal.

## Démographie
La population totale est de 230 450 habitants dont 218 555 en zone urbaine et 11 895 en zone rurale.
Il y a 110 739 hommes et 119 711 femmes. La croissance de la population a été de 0,5 % de mars 1996 à août 2000.

## Maires
| Période | Période | Identité          | Étiquette | Qualité |
| ------- | ------- | ----------------- | --------- | ------- |
| 2009    | 2016    | Sebastião Madeira | PSDB      |         |